# Vera Bagoly
Vera Gabriella Bagoly (Budapest, 1º luglio 1972) è un'ex cestista ungherese.

## Carriera
Con l'Ungheria ha disputato due edizioni dei Campionati europei (1993, 1995).